# Église-Neuve-d'Issac
Église-Neuve-d'Issac är en kommun i departementet Dordogne i regionen Nouvelle-Aquitaine i sydvästra Frankrike. Kommunen ligger i kantonen Villamblard som tillhör arrondissementet Bergerac. År 2022 hade Église-Neuve-d'Issac 122 invånare.

## Befolkningsutveckling
Antalet invånare i kommunen Église-Neuve-d'Issac
Referens:INSEE